# In antis

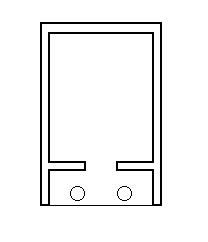
In antis alaprajza

Az in antis vagy ante templom (latinból templum in antis) a legegyszerűbb görög templomtípus. A cella két oldalfala falnyelvszerűen kiugrik, az ezek végén található pillértagolással kiképzett nyúlvánnyal előcsarnokot (pronaosz ὁ πρόναος) hoz létre. A főhomlokzatot a körülöttük álló oszlopok és a timpanon alkotja. A görög templomkerületek kincsesházai többnyire ilyen elrendezésűek.